# Colocnema annulator
Colocnema annulator är en stekelart som beskrevs av Aubert 1966. Colocnema annulator ingår i släktet Colocnema och familjen brokparasitsteklar. Inga underarter finns listade i Catalogue of Life.